# Rhabdophyllum affine
Espèce
Synonymes
- Campylospermum affine (Hook.f.) Tiegh.[2]
- Gomphia affinis Hook.f.[2]
- Ochna affinis Kuntze[2]
- Rhabdophyllum affine (Hook.f.) Tiegh.[2]

Rhabdophyllum affine est une espèce de plantes à fleurs de la famille des Ochnaceae et du genre Rhabdophyllum. C'est un arbuste présent en Afrique tropicale.

## Description
C'est un arbuste d'environ 5 m de hauteur, avec des fleurs jaunes devenant rouges à maturité et des fruits noirs.

## Distribution
L'espèce est présente de la Côte d'Ivoire à l'île de Bioko (Guinée équatoriale), à une altitude généralement comprise entre 600 et 800 m.

## Habitat
On la rencontre dans la forêt dense semi-décidue, les forêts galeries, les terrains marécageux, le long des cours d'eau.